# 무인시대 (드라마)
《무인시대》(武人時代)는 2003년 2월 8일부터 2004년 8월 15일까지 방송된 KBS 1TV 대하드라마다.

## 역사적 사실
고려는 조선과 다르게 외왕내제 체제로 운영되었다. 고려 초기에 태조 왕건은 통천관을 사용했는데, 통천관은 당시 중국 황제가 쓰던 황관이었다. 광종대부터 원종대까지 대외적으로 외왕내제 체제였다.

## 제작진
- 연출: 신창석, 윤창범, 김성근
- 극본: 유동윤
- 해설: 권영운
- 촬영감독: 우성주
- 야외 조명감독: 이광호
- 동시녹음: 옥승훈
- 조연출: 김원석, 권계홍, 유현기

## 등장 인물

### 주요 인물
- 서인석: 이의방 역 (51회 하차) - 견룡행수→전중감→위위경
- 김흥기: 정중부 역 (76회 하차) - 상장군→문하시중
- 박용우: 경대승 역 (98회 하차) - 견룡행수
- 이덕화: 이의민(금강야차) 역 (127회 하차) - 중랑장→용호군상장군
- 류덕환 강재 김갑수: 최충헌 역 (158회 하차) - 응양군상장군→진강후 겸 문하시중

### 고려 황실
- 이성호: 인종 역 - 고려 17대 황제
- 김윤경: 공예태후 임씨 역
- 김보미: 선평왕후 김씨 역
- 이화진: 왕각관 역 - 예종의 셋째아들이자 인종의 동생, 의종의 숙부
- 김규철: 의종 역 - 고려 18대 황제
- 하성광: 효령태자 역 - 의종의 아들
- 김경응: 대령후 역 - 인종의 둘째아들
- 김병세: 익양후 → 명종 역 (134회 하차) - 고려 19대 황제
- 미상: 왕진 역 - 명종의 둘째아들
- 양현태: 왕우 역 - 명종의 셋째아들
- 미상: 왕충희 역 - 인종의 넷째아들이자 의종과 명종의 동생, 신종의 형, 희종의 백부
- 이우석: 신종 역 - 고려 20대 황제
- 김진경 선정왕후 역
- 정태우: 희종 역 - 고려 21대 황제
- 나경민: 덕양후 역 - 고려 황족
- 손인우: 창원후(왕지) 역 - 고려 황족
- 박병선: 강종 역 - 고려 22대 황제
- 오현철: 고종 역 - 고려 23대 황제
- 정윤석: 원종 역 - 고려 24대 왕
- 박은빈: 사평왕후 이씨(이의방의 딸 달래) 역
- 채민서: 성평왕후 임씨 역
- 윤지유: 안혜왕후 유씨 역
- 최하나: 수안궁주 역
- 오수민: 연희궁주 역

후궁과 기타 인물
- 유혜정: 임씨(공예태후의 동생) 역
- 이자영: 명춘(명종의 후궁) 역
- 고은미: 순주(명종의 후궁) 역

환관
- 유병준: 왕광취 역 - 의종의 환관, 무신정변때 죽는다.
- 유병한: 한숙 역 - 의종의 환관
- 이춘식: 최전첨 역 - 명종의 집사이자 환관
- 이경영: 조환관 역 - 명종의 환관
- 이건: 정환관 역 - 신종, 강종, 고종의 환관

궁녀
- 정영숙: 최상궁 역 - 명종의 상궁
- 허진: 조상궁 역 - 공예태후의 상궁
- 안해숙: 장상궁 역

### 문신들
- 주효만: 김부식 역
- 김종결: 문극겸 역
- 박영지: 김돈중(김부식의 아들) 역
- 유순철: 임종식 역
- 윤관용: 이복기 역
- 윤덕용: 이공승 역
- 신동훈: 문장필 역
- 박병호: 조영인 역
- 최상훈: 조충(조영인의 아들) 역
- 정진각: 한뢰 역
- 김인태: 윤인첨 역
- 양형호: 우승경 역
- 김준모: 유응규 역
- 김성원: 한문준 역
- 남영진: 왕준명 역
- 이일웅: 이인로 역
- 정운용: 염신약 역
- 장칠군: 금의 역
- 차광수: 이규보 역
- 맹호림: 임유 역
- 정진화: 최당 역
- 신원균: 김군수 역

### 이의방 집권기의 무신과 관련 인물들
- 박준규: 이고 역 (22회 하차) - 위위경
- 김명국: 채원 역 - 장군
- 김성령: 무비 역 - 의종의 애첩
- 권이지: 오랑(무비의 호위무사) 역
- 김종호: 왕희/이희(무비의 막내아들) 역
- 이미지: 조씨 (이의방의 부인) 역
- 김동현: 이준의 역
- 손청: 이춘부 역 - 이의방의 형
- 전현: 이린 역 - 이의방의 동생, 이성계의 6대조
- 성계계탕ㅡ (158회 출연) - 이씨조선의 대가리
- 최왕순: 이거 역 - 이의방의 동생
- 이원종: 이고의 아버지 역
- 이원발: 김대용 역
- 이계영: 정존실 역

### 정중부 집권기의 무신과 관련 인물들
- 이민우: 정균(정중부의 아들) 역 (75회 하차)
- 송용태: 이소응 역 - 대장군
- 김진태: 송유인(정중부의 사위) 역 (75회 하차)
- 심우창: 양숙 역 - 대장군
- 박용식: 기탁성 역
- 김효원: 진준 역
- 김주영: 조원정 역
- 황범식: 이광정 역 - 참지정사
- 김봉근: 오광척 역
- 장순국: 석린 역
- 김기복: 백임지 역

### 경대승 집권기의 무신과 관련 인물들
- 김성겸: 경진(경대승의 아버지) 역
- 이일재: 허승 역 - 견룡행수
- 김하균: 김광립(허승의 오른팔) 역
- 김시원: 김자격(경대승의 호위무사 및 도방의 방주) 역
- 이계인: 손석 역
- 김봉근: 오광척 역
- 임대호: 도손 역
- 김혁: 오척 역
- 임주완: 홍두 역
- 오만석: 양표 역
- 김효선: 소랑 역
- 최하나: 머루, 소현 역

### 이의민 집권기의 무신과 관련 인물들
- 임혁: 두경승 역
- 박철호: 박존위 역
- 민 욱: 최세보 역
- 김 규: 정세유 역
- 유종근: 이영진 역
- 임병기: 전존걸 역
- 정선경: 이의민의 처 최씨 역
- 김학준 -> 김홍표: 이지순(이의민의 장남) 역
- 정의갑: 이지영(이의민의 차남) 역
- 하정우: 이지광(이의민의 삼남) 역
- 전무송: 두두을(이의민의 책사) 역
- 정흥채: 부루 역
- 김영기: 자선스님 역
- 장동직: 최부 역
- 임경옥: 부용(이의민의 두 번째 부인) 역
- 함소원: 아란(이의민의 세 번째 부인) 역
- 문회원: 김자양 역
- 김주호: 김인경 역
- 이도련: 동경유수 역
- 박승규: 이선(이의민의 아버지, 대리 왕자 이양혼의 5대손) 역
- 최승철: 이의민 첫째 형 역
- 서창호: 이의민 둘째 형 역

### 최충헌 집권기의 무신과 관련 인물들
- 한복희: 유씨(최충헌의 모) 역
- 이덕희: 송씨(최충헌의 부인) 역
- 김병기: 노인우 역
- 김형일: 최충수 역
- 곽진경: 최연 역
- 선동혁: 노석숭 역 - 응양군상장군
- 이대로: 정숙첨 역
- 김경하: 기홍수 역
- 이병욱: 박진재 역
- 이용태: 백존유 역 - 갑문위대장군
- 정재곤 이다윗: 최우(최충헌의 장남) 역 - 용호군대장군
- 최성준 신승준: 최향(최충헌의 차남) 역 - 장군
- 최운교: 오숙비 역
- 이종박: 박정부 역
- 홍일권: 김약진 역 - 용호군상장군
- 안성민: 김취려 역 - 후군병마사
- 김용헌: 김용부 역
- 추상미: 홍련화 역
- 류현경 선지현: 자운선 (아명: 아지) 역
- 이원용: 노관 역
- 배도환: 이지식 역 - 술객(점술가)
- 김경응: 준존심 역

### 기타 무신들
- 박경득: 한순 역
- 박병훈: 한순의 수하장군 역
- 최성민: 최비 역
- 최락희: 박순필 역
- 김영석: 한휴 역
- 이계영: 정황재 역

### 기타 인물들
- 윤자경: 철랑 역

- 이철민: 김척후 역
- 장기용: 조동희 역
- 이기철: 최인 역
- 김응석: 이관실 역
- 이기홍: 유인준 역
- 박희진: 김덕신 역
- 이석: 홍중방 역
- 유태술: 이부 역
- 홍정욱: 유삼락 역
- 허정규: 최선 역
- 박재훈: 동천 역
- 이재연: 천동 역
- 지서윤: 향이 역
- 윤용덕: 김돈중의 하인 역
- 김재권: 문극겸의 하인 역
- 이종박: 양가 역
- 윤진호: 고려 장수 역
- 류인성: 어사대 관리 역
- 김태형: 다점 관리 역
- 윤관용: 서라벌 관리 역
- 이칸희: 조원정의 처 역
- 이미숙: 석린의 처 역
- 김관기: 이의민에게 참살당한 장수 역
- 박규점: 재물 약탈당하는 남자 역
- 이영재: 고려 무관 역
- 김광인: 부관 역
- 김영: 이의방에게 대들다가 살해를 당하는 내시 역
- 유승민: 부관 역
- 진운성: 거제현령 역
- 이건: 부관 역
- 이정성: 독약건네는 남자 역
- 김홍수: 이고의 집사 역
- 이승기: 탈영병 역
- 최승철: 어의 역
- 정일원: 산적/망나니 역
- 서장석: 산적 역
- 허충호
- 정요숙
- 신소민
- 김영배
- 이지은
- 김광필
- 김소영
- 최재형
- 김현진
- 김애란
- 김현숙
- 고태산: 고려장수 역
- 최진홍
- 박종설
- 임진택: 조위총 부관 역
- 최우혁

### 승려
- 한태일: 흥왕사 주지 역
- 유순철: 왕실사찰 주지 역
- 양영준: 미륵사 주지 역
- 원석연: 수혜 역
- 권병준: 현소 역
- 이승찬: 충의군 역... 그 외 고려 무관 역
- 서영진: 종참 역
- 원완규: 현오 역
- 이광기: 지눌 역

### 반란군 세력들

#### 김보당의 난
- 권혁호: 김보당 역
- 허기호: 배윤재 역
- 송종원: 장순석 역
- 양재원: 한언국 역
- 유태술: 이공직 역

#### 조위총의 난
- 최동준: 조위총 역
- 백승우: 조경 역
- 전병옥: 김존심 역
- 황덕재: 현덕수 역
- 이치우: 현담윤 역
- 박용진: 우위선 역

#### 망이 망소이의 난, 손청의 난
- 박진성: 망이 역
- 함석훈: 망소이 역
- 이재연: 손청 역
- 오성열: 이광 역
- 이기철: 채원부 역
- 조정국: 박강수 역

#### 만적의 난
- 윤승원: 만적 역
- 명로진: 순정 역
- 정두홍: 미조이 역
- 고규필: 연복 역
- 한태일: 효삼 역

#### 김사미 효심의 난
- 강지후: 김사미 역
- 김영석: 효심 역

#### 이비,패좌의 난
- 임정일: 이비 역
- 방형주: 패좌 역

### 금나라 인물
- 안치용: 금 세종 역 - 금나라 5대 황제
- 신준영: 야율규 역 - 금나라 대종정승
- 배영철: 완안윤공 역 - 금나라 태자
- 김대환: 완안정[1] 역 - 금나라 순문사
- 박유승: 역관 역

### 거란 인물
- 진봉진: 걸노 역 - 거란 장수
- 조주현: 거란 여전사 역

### 몽고 인물
- 김주호: 합진[2] 역 - 몽고군 원수
- 고태산: 포리대완[2] 역 - 몽고 사신
- 박상조: 홍대순 역 - 고려 무신, 몽고 역관
- 서창호: 차라 역 - 몽고군 부원수

### 동진 인물
- 이의선: 완안자연 역 - 동진 장수

## 기타
- 1999년 KBS에서 후삼국 시대부터 공민왕 시대까지 다루는 고려사 10년 시리즈로 기획된 작품 중 하나였으나,[3] 전작인 제국의 아침의 흥행이 부진하자 여요전쟁 이후 고려 전성기 시절을 건너뛰고 바로 무인시대가 제작되었다.
- 원래는 고려 무신 집권 중 최씨 정권 최의의 집권과 무신정권이 몰락하는 1270년까지를 150회로 구성해 다룰 예정이었지만[4][5] 후반부 흥행 부진과 작가 교체 논란 등으로 최충헌의 죽음까지만 다루었다. 작가 유동윤씨는 무인시대 이후 SBS 왕의 여자 집필 제의를 받았으나 겹치기 집필 문제 등으로 논란이 일자 결국 왕의 여자는 포기했고 이 작품은 윤정건 작가가 대타로 들어간다.[6] 참고로 이 무신정권의 후반기 내용은 이후 MBC 드라마 무신에서 다룬다.
- 첫 회 방영 당시만 해도 서인석, 김흥기, 이덕화 등 중견 연기자들의 열연과 횡계지역의 폭설을 배경으로 찍은 사실적 화면, 무인혁명의 당위성 등을 호방하게 그리면서 한때 시청률 20%대를 유지하기도 했다. 그러나 2003년 6월 28일부터 방송 시간대가 주말 오후 9시 45분에서 10시 10분으로 옮겨지고, 후반부 주요 배역 퇴장으로 인한 긴장감 약화와 더불어 동일 시간대 SBS 경쟁작 파리의 연인의 큰 흥행 등으로 인해 최종회 시청률은 13.6%에 그친다.[7]
- 후속작으로 내정된 불멸의 이순신의 주인공 김명민의 촬영 일정이 한참 지연되어 캐스팅 문제가 일어나자 기존 150회에서 8회를 늘려 158회로 막을 내렸다.[8]